# 5391 Emmons
5391 Emmons eller 1985 RE2 är en asteroid i huvudbältet som upptäcktes 13 september 1985 av den amerikanske astronomen Eleanor F. Helin vid Palomar-observatoriet. Den är uppkallad efter den amerikanske astronomen Richard H. Emmons.
Asteroiden har en diameter på ungefär 5 kilometer.